# Тваури, Георгий Иванович
Георгий Иванович Тваури (груз. გოგი ვანოს ძე თვაური;  9 апреля 1920 — 9 ноября 1999) — Гвардии майор Советской Армии, участник Великой Отечественной войны, командир звена 59-го гвардейского штурмового авиационного Барановичского Краснознаменного полка (2-я гвардейская штурмовая авиационная Черниговско-Речицкая Краснознаменная ордена Суворова дивизия, 16-я воздушная армия, 1-й Белорусский фронт) Герой Советского Союза (1945).

## Биография
Георгий Тваури родился 9 апреля 1920 года в селе Цинарехи (ныне — территория Грузии). Грузин,. До призыва в армию проживал в Тбилиси, окончил там среднюю школу. В декабре 1940 года Тваури был призван на службу в Рабоче-крестьянскую Красную Армию. В 1941 году он окончил Тамбовское военное авиационное училище лётчиков, в 1942 году — Энгельсскую военную авиационную школу пилотов. С марта 1943 года — на фронтах Великой Отечественной войны.
К ноябрю 1944 года гвардии старший лейтенант Георгий Тваури командовал звеном 59-го шап 2-й гвардейской штурмовой авиадивизии 16-й воздушной армии 1-го Белорусского фронта. К тому времени он совершил 148 боевых вылетов на воздушную разведку и штурмовку скоплений боевой техники и живой силы противника, нанеся ему большие потери. Был представлен к званию Героя Советского Союза.
Из наградного листа на присвоение звания Героя Советского Союза:

Гвардии старший лейтенант Тваури в борьбе с немецкими захватчиками первые боевые вылеты начал совершать на участке Центрального фронта. Пламенный патриот и верный сын нашей Родины, он беспощадно громит врага.
29 июня 1943 года принимал участие в массированном налете на Орловский аэродром. Налет был свершен так внезапно, что истребители противника не успели подняться. Над аэродромом поднялись клубы черного дыма – то горели вражеские самолеты. Тов. Тваури лично в этом налете уничтожил 2 самолета.
7 июля 1943 года тов. Тваури получил задание – уничтожать скопление танков, находящихся на исходной позиции в районе Поныри. Над целью с небольшой высоты он заметил суматоху возле танков – фрицы заправляли танки горючим. Точным попаданием он уничтожил 2 танка и 1 бензозаправщик.
В боях за освобождение советской Украины проявляет героизм и бесстрашие, уничтожая вражеские опорные пункты, технику и живую силу противника на правом берегу Днепра.
16.10.1943 года при выполнении боевого задания в районе Лоев его самолет был подбит зенитной артиллерией противника. Несмотря на это, он выполнил задачу, уничтожив идущие по дороге две грузовых и одну легковую автомашины. Благополучно произвел посадку на своем аэродроме.
3.11.1943 года при выполнении боевого задания его группой была уничтожена вражеская переправа в районе города Лоев.
21.02.1944 года была получена боевая задача – уничтожить вражескую переправу южнее города Рогачев. При первом заходе переправа была взорвана. Во втором заходе группа пушечным огнем и реактивными снарядами нанесла удар по живой силе противника. При выходе из захода группа была атакована четырьмя истребителями ФВ-190. В завязавшемся воздушном бою вражеским снарядом, разорвавшимся в кабине штурмовика, тов. Тваури получил осколочные ранения обеих рук и лица и потерял сознание. Через некоторое время, придя в себя, вывел падающий самолет в горизонтальное положение, довел его своей территории и произвел посадку.
Войдя в строй после длительного лечения, тов. Тваури принимает участие в разгроме отступающего врага в районе Варшавы.
13.09.1944 года при выполнении боевого задания в районе северной окраины Праги им уничтожены две автомашины с грузом.
17.09.1944 года, будучи заместителем ведущего группы, при вылете в пункт Пенкув на уничтожение скопления автомашин и пехоты врага лично уничтожил переправу через Вислу восточнее Пенкув,  огнем пушек и реактивными снарядами уничтожил 2 автомашины и до 10 солдат и офицеров.
7.10.1944 года выполнял боевое задание в районе Тшепово – Покшевице, будучи ведущим группы из 6 самолетов Ил-2. При подходе к цели группа была встречена сильным огнем зенитной артиллерии противника. Применив маневр, тов. Тваури вывел группу на цель и первым заходом атаковал группу из 10 танков. В результате точного бомбово-штурмового удара было уничтожено и повреждено до 6 танков. Последующими пятью заходами группа уничтожила батарею полевой артиллерии и до 40 гитлеровцев.
8.10.1944 года, будучи ведущим группы из 6 самолетов Ил-2, выполнял боевое задание по  уничтожению скопления живой силы и техники противника в районе Домбров. Несмотря на сильный огонь зенитной артиллерии, вывел группу точно на цель и четырьмя заходами уничтожил группой две батареи малокалиберной зенитной артиллерии и до 450 солдат и офицеров.
10.10.1944 года, будучи ведущим группы, уничтожал технику и живую силу противника в районе Яблонна – Легионова. Несмотря на сильный огонь зенитной артиллерии, группой точным бомбовым  ударом уничтожено и повреждено до   5 танков, 3 орудия полевой артиллерии и до 30 гитлеровцев.
Тов. Тваури – мастер вождения  групп по уничтожению живой силы и техники противника. Он всегда выходит точно на цель. Ничто не может преградить путь отважному летчику – ни огонь зенитной артиллерии, ни истребители противника, для него не существует плохой погоды. Он идет на боевое задание в любых метеорологических условиях и выполняет его отлично.
Неоднократно выполнял задания по установлению связи с повстанцами Варшавы.
За период участия на фронтах Отечественной войны тов. Тваури произвел 148 успешных боевых вылетов на самолете Ил-2.
За всю боевую работу им было уничтожено и повреждено до 20 танков, до 40 автомашин, до 3 железнодорожных эшелонов, до 5 цистерн с горючим, до 30 точек зенитной артиллерии, до 20 повозок с грузами, до 4 переправ, уничтожено и выведено из строя до 600 солдат и офицеров, уничтожено на вражеских аэродромах до 4 самолетов противника.
Тов. Тваури – смелый, мужественный летчик-штурмовик, требовательный, культурный офицер. Исполняя должность командира звена, воспитывает у своих подчиненных любовь к Родине и  ненависть к врагу. Отважный сын грузинского народа продолжает боевую работу по полному разгрому немецких захватчиков.
За образцовое выполнение боевых заданий командования в борьбе с немецкими захватчиками, за лично произведенные 148 эффективных боевых вылетов на самолете Ил-2 и проявленные при этом отвагу и героизм достоин присвоения звания Героя Советского Союза.
Командир 59 гвардейского штурмового авиационного Барановичского Краснознаменного полка гвардии подполковник Скляров.

21 ноября 1944 года— Наградной лист на присвоение звания Героя Советского Союза
Указом Президиума Верховного Совета СССР от 23 февраля 1945 года за «мужество и героизм, проявленные при нанесении штурмовых ударов по врагу», гвардии старший лейтенант Георгий Тваури был удостоен высокого звания Героя Советского Союза с вручением ордена Ленина и медали «Золотая Звезда» за номером 7404.
В 1945 году участвовал в Варшавско-Познанской наступательной операции (14 января – 3 февраля 1945 года) – составной  части стратегической Висло-Одерской операции, в том числе в штурме города-крепости Познань; Восточно-Померанской стратегической наступательной операции (10 февраля – 4  апреля 1945 года); Берлинской стратегической наступательной операции (16 апреля – 8 мая 1945 года) и штурме Берлина.
После окончания войны Тваури продолжил службу в Советской Армии. В 1946 году он окончил курсы усовершенствования офицерского состава. В 1958 году в звании майора Тваури был уволен в запас. Проживал и работал в Тбилиси. Умер 9 ноября 1999 года, похоронен на Сабурталинском кладбище Тбилиси.

## Награды
- Медаль «Золотая Звезда»[3][4].
- Орден Ленина (23.02.1945)[5]
- Орден Красного Знамени (24.08.1943)[6]
- Орден Красного Знамени (28.10.1944)[7]
- Орден Богдана Хмельницкого III степени (28.10.1944)[8]
- Орден Отечественной войны I степени (11.03.1985)[9]
- Орден Отечественной войны II степени (19.11.1943)[10]
- Орден Красной Звезды(13.12.1956)[11]

- медали, в том числе:
  - «За отвагу» (13.07.1943))[12].
  - «За боевые заслуги» (17.05.1951)[11]
  - «В ознаменование 100-летия со дня рождения Владимира Ильича Ленина» (6 апреля 1970)
  - «За победу над Германией» (9 мая 1945[13])[14].
  - «За взятие Берлина»(9.5.1945).
  - «20 лет Победы в Великой Отечественной войне 1941—1945 гг.» (7 мая 1965[15])
  - «30 лет Победы в Великой Отечественной войне 1941—1945 гг.»[16]
  - «Ветеран труда»
  - «30 лет Советской Армии и Флота»[17]
  - «40 лет Вооружённых Сил СССР»[18]
  - «50 лет Вооружённых Сил СССР» (26 декабря 1967[19])
  - «60 лет Вооружённых Сил СССР» (28 января 1978[20])

- Знак «25 лет победы в Великой Отечественной войне» (1970)

## Память
- На могиле установлен надгробный памятник.
- Его имя увековечено в Главном Храме Вооружённых сил России, и навсегда запечатлено на мемориале «Дорога памяти»